# Fortunato Scacchi
Fortunato Scacchi, O.S.A. (Ancona, 1573 – Fano, 1643), è stato un religioso, teologo ed erudito italiano.

## Biografia
Figlio di Durante Scacchi, medico nato a Preci nel 1540 ed esponente di spicco della scuola chirurgica preciana, poi trasferitosi nelle Marche, Fortunato Scacchi nacque ad Ancona nel 1573. Figlio naturale, fu però riconosciuto assai presto dal padre ed entrò molto giovane nel convento agostiniano di Fano; compiuti i primi studi a Rimini e a Roma, nel 1592 affrontò un lungo viaggio verso la Spagna, per studiare filosofia e teologia ad Alcalá de Henares. Conseguita la laurea in teologia nel 1596, dopo aver insegnato a Toledo, tornò in Italia, dove fu professore di ebraico e di teologia in varie città, giungendo infine ad occupare la cattedra di Sacra Scrittura alla Sapienza nel 1618; Urbano VIII lo nominò sagrista pontificio il 24 febbraio 1624. Scacchi ricoprì la carica fino al 1639, e partecipò come perito teologo alla Congregazione cardinalizia incaricata da Urbano VIII di rivedere il Martirologio ed il Breviario romano; caduto in disgrazia verso la fine del pontificato barberiniano, fece ritorno a Fano, dove morì nel 1643.

## Opere

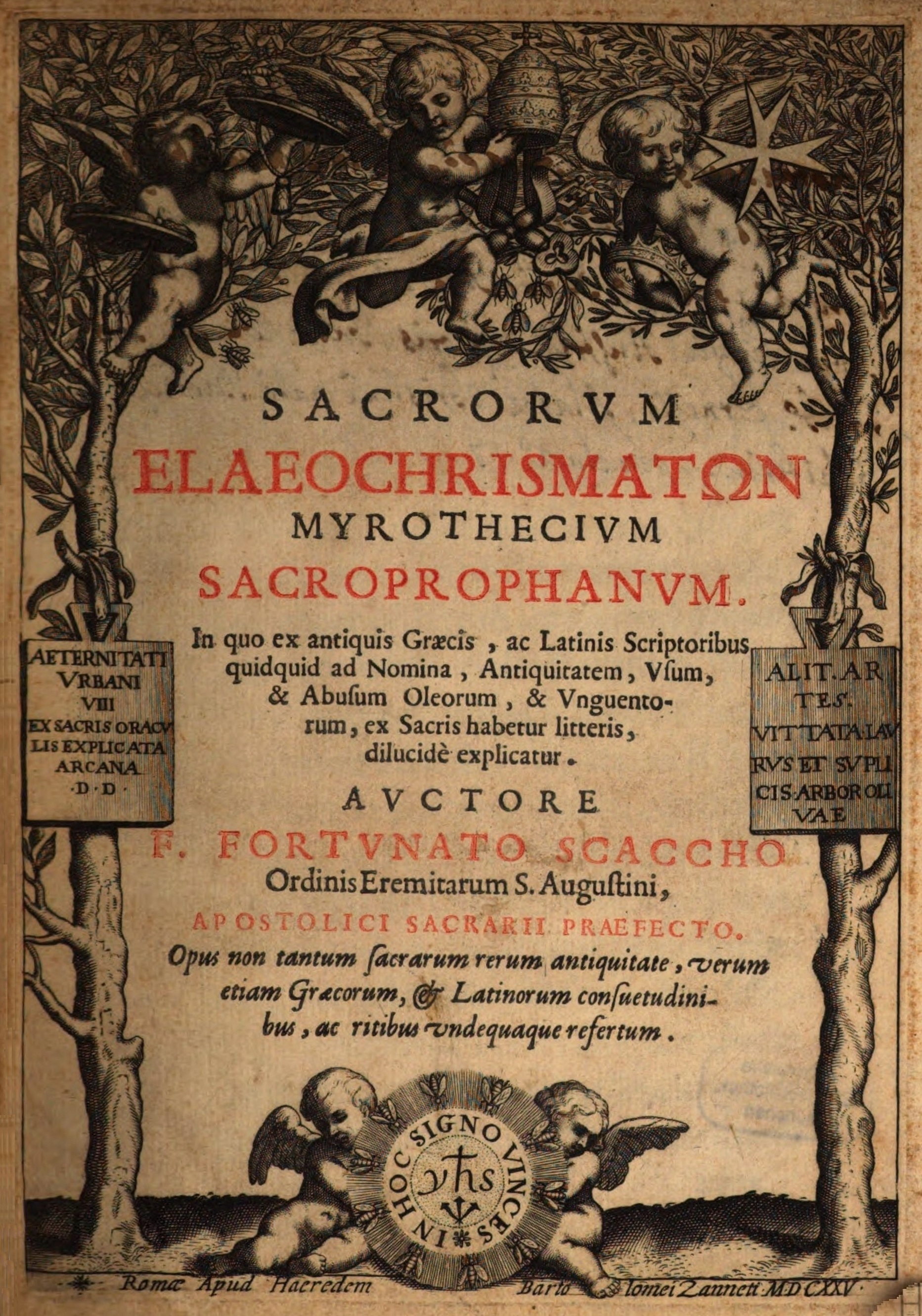
Sacrorum elæochrismaton Myrothecia tria 1625

Nel 1609 Fortunato Scacchi pubblicò a Venezia una nuova edizione della Bibbia unendo alla Vulgata la versione del Pagnini, l'antica romana, e quella della parafrasi caldaica. La sua opera più importante sono i Sacrorum elæochrysmaton myrothecia tria in cui Scacchi tratta con rara e profonda erudizione degli oli e dei balsami e dei loro usi sia profani che sacri presso tutti i popoli dell'antichità. I tre volumi furono stampati a Roma tra il 1625 e il 1627, i primi due dagli eredi di Zanetti e l’ultimo da Mascardi.